# Nesotes azoricus
Nesotes azoricus ist eine Käferart aus der Familie der Schwarzkäfer. Die Art ist endemisch auf der Insel São Miguel, Inselgruppe der Azoren, politisch zu Portugal gehörend. Die seltene Art wurde nach ihrer Erstbeschreibung nie wiedergefunden und ist höchstwahrscheinlich heute ausgestorben.

## Beschreibung
Der Käfer erreicht eine Länge von 6,5 bis 7 Millimeter. Er ist sehr dunkel rotbraun gefärbt, Antennen und Beine sind rot. Kopf und Pronotum sind gedrängt punktiert, die Elytren mit deutlichen Punktstreifen, dazwischen gedrängt, aber nur seicht punktiert. Die Antennen sind, vor allem beim Männchen, lang, mit sehr kurzem erstem und zweitem Glied, das dritte verlängert, das vierte bis achte nur halb so lang wie dieses, die letzten beiden wieder verkürzt. Das Pronotum ist schwach gerandet, es ist etwa so lang wie breit, seitlich gerundet und mit abgerundeten Ecken. Das Scutellum ist quer.

## Funde
Die Art wurde von Crotch beschrieben nach Exemplaren, gefunden unter der Rinde einer Pappel bei Furnas auf der Insel São Miguel, vor 1867. Weitere Funde der Art sind nicht publiziert worden, alle späteren Nachsuchen blieben vergeblich. Die Art ist daher vermutlich ausgestorben. In der Rote Listen gefährdeter Arten der IUCN wird sie bisher als critically endangered, possibly extinct (vom Aussterben bedroht, möglicherweise ausgestorben) gelistet. Als Aussterbegrund wird die vom Menschen stark veränderte ursprüngliche Vegetation der Insel vermutet, insbesondere die in den letzten 50 Jahren stark gestiegene Nutzungsintensität. Diese hat zum Bestandsrückgang zahlreicher endemischer Arten der, insgesamt artenarmen, Käferfauna der Azoren beigetragen. Arten mit kleinem Verbreitungsgebiet nur auf einer Insel sind dabei besonders gefährdet.

## Taxonomie und Systematik
Die Art wurde von George Robert Crotch als Helops azoricus erstbeschrieben. Die ursprünglich als Untergattung aufgefasste Nesotes Allard, 1876 wurde später zur Gattung erhoben, so dass die Kombination Nesotes azoricus resultierte (selten irrtümlich als azorica geschrieben). Die Art ist morphologisch sehr ähnlich zu Nesotes-Arten von der Insel Madeira, wird aber als eigenständige Art aufrechterhalten.
Nesotes ist eine Gattung von ungefähr 20 Arten mit Verbreitungsschwerpunkt auf den Kanaren und Madeira, mit wenigen Arten im westlichen Mittelmeerraum (Nordafrika und Südspanien). Die meisten Arten sind auf jeweils einer Insel endemisch, wenige kommen auf mehreren vor. Von Madeira sind 12 Arten beschrieben. Nesotes azoricus ist die einzige von den Azoren bekannte Art. Es die einzige endemische Art unter den 18 von den Azoren bisher gefundenen Schwarzkäfer-Arten.